# František Kaván

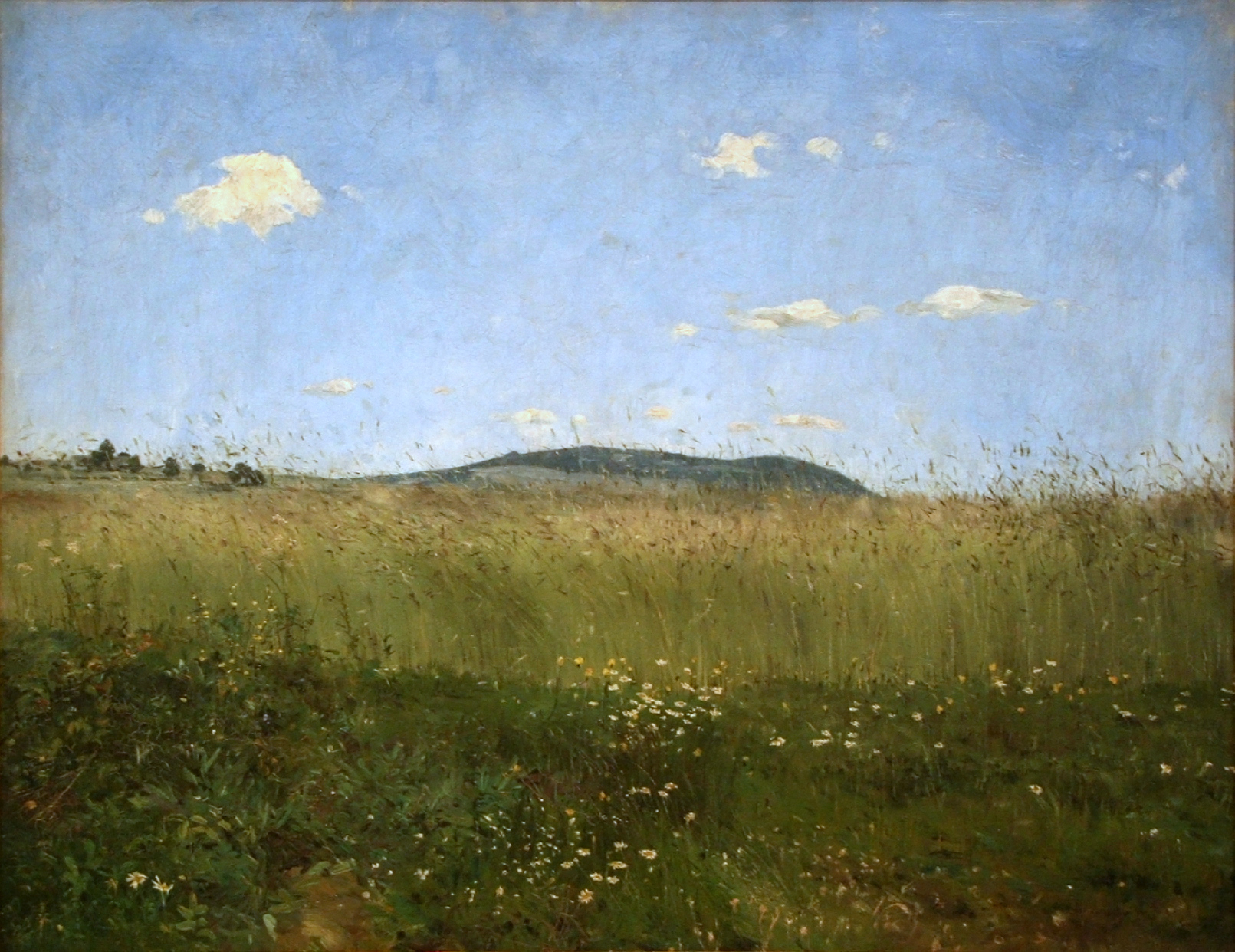
De lucht van huis - Nationale Galerie, Praag

František Kaván (Vichovská Lhota, bij Jilemnice, 10 september 1866 - Libuň, bij Jičín, 16 december 1941) was een Tsjechische schilder en dichter.
Hij studeerde van 1889 tot 1895 aan de kunstacademie in Praag, onder Julius Mařák die landschapsschilderkunst onderwees. Naast Otakar Lebeda en Antonín Slavíček was Kaván een van Mařáks belangrijkste leerlingen. Een tentoonstelling in Praag in 1892 van werken van de pas overleden schilder Antonín Chittussi maakte een grote indruk op Kaván en heeft hem blijvend beïnvloed. Hij bekeerde zich tot het symbolisme, zowel in zijn schilderkunst als in zijn literaire werk.
Na zijn expressieve, symbolistische fase, keerde hij rond 1900 terug naar de zuivere landschapsschilderkunst met realistische impressies. In zijn schilderkunst richtte hij zich vooral op de bergachtige gebieden van Krkonoše (waar hij was geboren en zijn laatste jaren doorbracht) en Vysočina. Het bekendst zijn zijn winterlandschappen.
Kaván schilderde meer dan 4000 werken. De meeste schilderijen gaf hij weg.
Met andere leerlingen van de Academie in Praag heeft hij de ontwikkeling van de Tsjechische kunst in de twintigste eeuw mede beïnvloed.
Zijn gedichten werden al snel vergeten. Kaván vertaalde ook Russische literatuur.
- Gemeinsame Normdatei: 119321920
- International Standard Name Identifier: 0000 0000 8353 3638
- Library of Congress Control Number: n84224789
- Nationale Bibliotheek van Tsjechië: jk01053288
- RKD-Nederlands Instituut voor Kunstgeschiedenis: 459410
- Union List of Artist Names: 500149337
- Virtual International Authority File: 5738618
- WorldCat: E39PBJk96XXg36thrVYwjFWYyd